# Вечный мир (532)
Вечный мир (греч. ἀπέραντος εἰρήνη, перс. صلح همیشگی‎) — подписанный в 532 году между Византийской империей и государством Сасанидов мирный договор неопределённой продолжительности, завершивший Иберийскую войну. Он положил начало периоду относительно спокойных отношений между двумя империями и продлился до 540 года, когда вновь начались военные действия.
Иберийская война, начавшаяся с восстаний иберийцев против персов в 524/525 году, развивалась вяло: персы быстро подавили мятеж, однако не смогли существенно продвинуться вглубь византийской территории, захватив только две крепости в Лазике — Сканду и Сарапанис. Византийцы, оправившись от неудач, смогли нанести противнику два крупных поражения в битвах при Даре и Сатале в 530 году. Последствием этих побед стал захват двух приграничных крепостей, Болума и Фарангия, в Парсармении. Однако за этим последовало поражение при Каллинике. Активные действия прерывались периодами коротких перемирий и безрезультатных мирных переговоров.
Со смертью персидского шаха Кавада I и восшествием на престол его третьего сына Хосрова I в конце 531 года ситуация изменилась: с одной стороны, внутренние позиции Хосрова были не прочны, а Юстиниан I активно начал восстановление империи на Западе. Византийцы направили посольство, в которое были включены Руфин, Гермоген, Александр и Фома. Послы нашли Хосрова более склонным к переговорам, чем его отец, в результате чего появилась возможность подписать соглашение. Согласно ему, Византия должна была заплатить 110 кентинариев (11 000 фунтов) золота, формально в качестве платы за оборону кавказских горных проходов от местных варваров. Кроме того, резиденция дукса Месопотамии должна была быть перенесена из Дары в Константину. Два правителя признавали друг друга равными и давали обещание оказывать взаимную помощь. Хосров первоначально отказался возвращать два лазских форта, требуя вернуть крепости, занятые византийцами в Парсармении, а Юстиниан сначала согласился на это требование, но позже передумал. В результате подписание соглашения было сорвано, и только летом 532 года новое византийское посольство Гермогена и Руфина смогло убедить Хосрова обменяться захваченными крепостями. При этом иберийским мятежникам было разрешено самим выбирать, оставаться ли им в подданстве Византии или вернуться домой.
Следующие пять лет были отмечены атмосферой необычной сердечности и сотрудничества между двумя ближневосточными державами. В течение этого времени, поскольку Юстиниан был поглощён войнами против вандалов и в Италии против готов, оборонительные сооружения на границе приходили в упадок. Это дало возможность Хосрову, подстрекаемому готскими послами и желавшему поправить финансовое положение военной добычей, начать новую войну летом 540 года.